# La famiglia Addams (film 1991)
La famiglia Addams (The Addams Family) è un film del 1991 diretto da Barry Sonnenfeld, al suo debutto come regista cinematografico.
Il film è un adattamento delle vignette di Charles Addams con protagonisti i personaggi della famiglia Addams, rifacendosi direttamente principalmente a esse e in misura molto minore al telefilm degli anni sessanta.
Nel 1993 è stato distribuito il sequel La famiglia Addams 2 (Addams Family Values), sempre diretto da Sonnenfeld.

## Trama
Da venticinque anni, Fester Addams, il fratello di Gomez, è scomparso. Tra i due era scoppiata una lite per una coppia di gemelle siamesi, Flora e Fauna, e Fester, amareggiato, se n'era andato senza lasciare traccia di sé. Ogni anno i familiari tentano una seduta spiritica per contattarlo nell'Aldilà, ma ogni volta non ottengono risposta.
L'avvocato degli Addams, Tully Alford, si trova a dover saldare un grosso debito con la crudele signora Abigail Craven, madre dell'inquietante Gordon Craven, simile a uno zombie. Minacciato di subire le peggiori conseguenze, l'uomo pensa di procurarsi i soldi compiendo un grosso furto nei ricchi forzieri degli Addams servendosi di Gordon, nel quale riscontra una sorprendente somiglianza con Fester, l'Addams scomparso. Per una stranissima coincidenza, Tully è stato invitato alla venticinquesima seduta spiritica, e progetta di introdurre Gordon nello spettrale maniero di famiglia proprio approfittando dell'occasione.
Durante la cerimonia, quest'ultimo si presenta travestito da Fester, e l'intera famiglia è felicemente convinta di aver ritrovato il parente perduto. Gordon assiste alle stranezze della famiglia, condite ciascuna da magia nera, spiritualità sinistra e sacrilega e torture "amichevoli", destando però sospetti di Morticia e poi anche della figlia Mercoledì. Per assicurarsi che il figlio compia il suo dovere di infiltrato nel modo giusto, Abigail si presenta alla famiglia come la dottoressa Greta Pinder Shloss, una dottoressa tedesca tutrice legale di Fester.
Gordon incomincia a legare sinceramente con gli Addams, soprattutto con i bambini, scoprendo un'inspiegabile e piacevole familiarità con essi. Ma la pedante e ossessiva madre preme perché trovi i dobloni custoditi nei forzieri segreti. Una sera, Morticia illustra a Gordon i propri antenati, cosicché lui possa capire l'affetto e la stima che essi provano; colpito dalle numerose attenzioni della famiglia, l'uomo andrà poi a vedere una recita scolastica di Mercoledì e del fratello di lei Pugsley, cui segue una festa da ballo per Fester a cui partecipano i più bizzarri, originali e sinistri fenomeni da baraccone. In seguito, per forzare la mano a Gordon e a Abigail, Tully corrompe il giudice, vicino di casa degli Addams, dei quali è stufo da molto tempo, affinché con una sentenza sfratti la famiglia dal maniero. Il progetto funziona, e Gomez e famiglia si sistemano affranti in un motel, mentre Gordon li guarda dalla finestra allontanarsi con espressione dispiaciuta.
Quando Morticia ritorna al maniero per affrontare i due truffatori, viene fatta prigioniera e torturata con la ruota dalla spietata Abigail. Mano accorre ad avvertire Gomez, il quale irrompe nel maniero e affronta Tully in un duello alla spada. Quando però Abigail insulta Gordon per l'ennesima volta, questi si ribella alla orribile madre, prendendo tra le mani un libro magico, "Hurricane Irene", che, una volta aperto, scatena un violentissimo uragano il quale spedisce Tully e Abigail nel cimitero, proprio in due bare aperte situate in due fosse scavate sul momento da Mercoledì e Pugsley. Proprio durante l'uragano proveniente dal libro, un fulmine colpisce Gordon al cervello, facendogli recuperare la memoria: egli è proprio il vero Fester, che Abigail aveva trovato anni prima in una rete per tonni, colpito da amnesia, nel famigerato Triangolo delle Bermude. Egli si riconcilia finalmente con il fratello Gomez ("Carissimo fratello mio") e aiuta i due nipoti al cimitero nel gioco proposto dal Cugino Itt (che nel frattempo si è sposato con Margaret, l'ex moglie di Tully) e Morticia: "Sveglia il morto", ossia dissotterrare i parenti sepolti nel cimitero.
Dopo aver seguito il congiunto e i figli, Morticia mostra a Gomez un piccolo maglione con tre gambe facendo capire al marito di aspettare un bambino.

## Personaggi
- Morticia Addams è la reale guida della famiglia. È una madre amorevole, comprensiva e indulgente, è sempre accomodante e per nulla litigiosa nei rapporti con gli altri.[3]
- Gomez Addams è il ricco ed eccentrico padre di famiglia, ama affrontare la vita con cieco entusiasmo e adora la propria moglie Morticia e la propria famiglia.[4] Rispetto al personaggio delle vignette e del telefilm originale, il Gomez impersonato da Raúl Juliá è spavaldo e atletico, fa piroette, salta, fa capriole e duella con il proprio contabile Alford Tully parlando di affari (duello interpretato dai due attori senza avvalersi di alcuno stuntman, sotto la supervisione del maestro d'armi B.H. Barry).[4] Gomez è anche un personaggio ingenuo, di spirito infantile, ignaro del male che si compie altrove con regolarità e per questo viene preso alla sprovvista quando gli accade di venir raggirato dai suoi nemici per impossessarsi della sua fortuna economica.[4] Gomez è alla ricerca del fratello, scomparso 25 anni prima nel Triangolo delle Bermude dopo una lite con lui, cosa della quale si sente ancora in colpa e sente per questo motivo la propria famiglia incompleta.[4]
- Gordon Craven / Zio Fester, così come concepito dalla produzione, inizialmente si crede essere un truffatore che si traveste dall'amato parente scomparso nel Triangolo delle Bermuda, è un personaggio al contempo tenero e realmente pericoloso, in grado di armeggiare con gli esplosivi e sapere esattamente dove colpire, per far sanguinare a morte una persona.[5]
- Mercoledì Addams è la figlia undicenne di Gomez e Morticia ed è interessata a giochi macabri, si esercita col fratello legandolo a una sedia elettrica nel gioco chiamato "Esiste un dio?".[6] Ama inoltre circondarsi di giocattoli lugubri, come una gabbia destinata a rinchiudere la sua Skipper.[6] Alla recita scolastica, col fratello Pugsley, organizza inoltre una performance grandguignolesca in cui interpreta un brano tratto da Shakespeare ricolmo di sanguinamenti e amputazioni, laddove gli altri bambini si presentano vestiti da coccinella o da anguria cantando canzoncine infantili.[6]
- Pugsley Addams è il figlio di dieci anni di Gomez e Morticia con la passione per scherzi particolarmente feroci, come togliere i segnali stradali di "Stop" così da causare incidenti, che colleziona poi nella sua camera da letto assieme a una vasca di piranha e un piccolo laboratorio di chimica.[7]
- Nonna, nonostante sia spinta dalle migliori intenzioni, prepara pietanze che possono far paura ed essendo lei che cucina, questo le permette di godere di un certo controllo sulla famiglia.[8] Qualunque sia la natura dell'essere vivente che entra nella sua cucina, per lei è indifferente, dato che tanto un gatto, quanto un ratto o una persona, possono essere utilizzati per preparare qualche inquietante ricetta: tra le sue specialità figurano infatti un maialino mutante con due teste arrosto e una zuppa di un qualcosa di indefinito che si agita ancora nel piatto.[8]
- Lurch è il maggiordomo di casa Addams e una sorta di "protettore", non tanto della famiglia Addams, il suo ruolo è piuttosto quello di proteggere il mondo esterno dalla famiglia, così da evitare che gli Addams si mettano in guai seri.[9] A differenza della serie televisiva originale, dove il personaggio interpretato da Ted Cassidy emetteva alcuni suoni gutturali quale il suo caratteristico "Chiamato?" ("You rang?", nell'originale), il Lurch del film si rifà direttamente al personaggio disegnato da Charles Addams ed è così completamente muto (con l'eccezione di qualche quasi impercettibile grugnito).[9]
- Mano è una sorta di animale domestico e tuttofare, che si aggira per la casa svolgendo varie mansioni, quali aprire la porta o alzare la cornetta del telefono.[10] Rispetto alla serie televisiva in cui venne concepito il personaggio, che, a differenza dei fumetti dov'è una persona di cui si intravedono solamente testa e braccia, è una mano senza corpo che appare da scatole sparse nella casa, nel film Mano scorazza liberamente per la casa "camminando" sulle proprie dita.[10]
- Cugino Itt è un'indefinita palla di pelo che si esprime in un linguaggio veloce e incomprensibile che solo i suoi parenti riescono a capire.[11] Non è un membro fisso della famiglia Addams, ma lo si deve invitare in occasione di ogni avvenimento speciale del clan, in particolare per le feste e in occasione del gioco "Sveglia il morto", dei quali diviene il protagonista.[11] S'innamora di Margaret Alford, la moglie dell'avvocato degli Addams, che lo ricambia.
- Abigail Craven / dott.ssa Greta Pinder-Schloss è il perfido capo di Tully e antagonista principale del film.
- Tully Alford è l'avvocato degli Addams e antagonista secondario del film.
- Margaret Alford / Margaret Addams è inizialmente la moglie di Tully, ma non appena conosciuto il Cugino Itt si innamorerà di lui sposandolo alla fine dopo la morte del suo ex marito.

## Produzione
Il film fu originariamente sviluppato dalla Orion Pictures (che al momento deteneva i diritti di proprietà della serie televisiva degli anni sessanta). Tuttavia, a causa di problemi finanziari dello studio, che dichiarò bancarotta, il progetto venne rilevato dalla Paramount, che incominciò a co-produrre il film, finendo poi con il distribuirlo negli Stati Uniti, mentre la Orion mantenne i diritti di distribuzione internazionali. Il presidente venne quindi licenziato e quello nuovo assegnato dalla Paramount alla produzione non credeva nel progetto, odiava il film, ritenendolo irrealizzabile, prevedendo che avrebbe guadagnato pochissimo, senza essere in grado di coprire le spese, mentre alla sola prima settimana di distribuzione negli Stati Uniti il film guadagnò il doppio della sua previsione.

### Sceneggiatura
Nel 1990 il produttore Scott Rudin cominciò a formulare l'idea di realizzare un film con protagonista la famiglia Addams, dopo aver riscoperto le vignette originali di Charles Addams ed essere stato attratto dall'umorismo che le caratterizza, basato sullo stile di vita completamente fuori dagli schemi dei loro protagonisti, convinto che ne sarebbe risultato un grande film. Rudin lavorò sodo, impiegando tempo ed energie, per ottenere i diritti dalla vedova di Addams e per convincerla dell'uso che avrebbe fatto dei personaggi, contestualizzati in un film contemporaneo che ne avrebbe messo in risalto le caratteristiche.
Rudin era inoltre del parere che la serie televisiva degli anni sessanta non avesse reso giustizia al lavoro di Addams, che trovava triviale, sciocca e camp, rispetto alle vignette originali, molto più sofisticate e intelligenti rispetto alla loro prima trasposizione televisiva. Per trasporre sul grande schermo l'opera di Charles Addams, Rudin ingaggiò i due sceneggiatori Larry Wilson e Caroline Thompson, già responsabili della sceneggiatura di film diretti da Tim Burton, rispettivamente Beetlejuice e Edward mani di forbice, convinto che ne avrebbero saputo cogliere il giusto spirito, grazie alla loro sensibilità che egli definiva "realismo suburbano" e al fatto di aver lavorato già con opere bizzarre come lo erano quelle di Tim Burton.
Per la Thompson il lavoro presentava alcune difficoltà, in quanto non era abituata a scrivere in coppia e non era sicura che un film mainstream potesse rendere giustizia ai personaggi ideati da Charles Addams. Ma su insistenza di Rudin, alla fine lei e Wilson riuscirono a trovare una certa complementarità e dopo diversi mesi di incontri la sceneggiatura scaturì quasi da sola. La Thompson vedeva la storia della famiglia Addams più come uno studio sull'aristocrazia WASP del New England,  che come una farsa, riconoscendo che gli Addams non sono cattivi, solo amano il tetro e il macabro. Wilson dichiarò inoltre che l'unica indicazione che ebbero da Rudin fu di lasciar correre liberamente la loro immaginazione, mantenendo come tematica base il fatto che la famiglia Addams ha solidi legami affettivi, che Morticia è realmente la madre ideale che tutti vorremmo avere e che a essere corrotta e decadente è invece la società "normale".
Il compito degli sceneggiatori fu quello di costruire la sceneggiatura basandosi principalmente sulle vignette di Charles Addams, mutuandone lo spirito e alcune scenette, riproposte talvolta quasi identiche, ma mutuando in parte anche alcuni elementi dalla serie televisiva degli anni sessanta, della quale molti degli spettatori dei primi anni novanta avevano ancora cari ricordi. Dalla serie televisiva sono stati presi, per esempio, il tappeto di pelle d'orso che ruggisce e il modo fluente di parlare di Gomez. Un vistoso cambiamento riguarda invece il personaggio di Mano, che, a differenza della serie televisiva, per cui è stato creato, nel film si muove liberamente in giro per la casa come una sorta di cagnolino.
Inizialmente era previsto inoltre che il personaggio di Fester non fosse il vero Fester, ma un impostore, cosa che il cast disapprovò fermamente. Christina Ricci, che all'epoca aveva 10 anni, si fece portavoce della protesta e spiegò perché Fester dovesse essere il vero Fester. Così, gli sceneggiatori riscrissero venti pagine della sceneggiatura, adattando la parte di Fester.

### Regia
Per la regia venne scelto l'ex direttore della fotografia Barry Sonnenfeld, in questo film al suo esordio come regista, il cui stile cinetico della cinepresa era già stato applicato a pellicole come Blood Simple - Sangue facile (Blood Simple, 1984), Arizona Junior (Raising Arizona, 1987) e Misery non deve morire (Misery, 1990). Sonnenfeld preferì rinunciare al totale controllo delle luci e degli effetti visuali, affidandone la direzione ad Alan Munro (anch'egli precedentemente coinvolto nella produzione di Beetlejuice), così da potersi concentrare completamente sulla direzione degli attori.
Anche Sonnenfeld, nel girare un film con protagonista la famiglia Addams, ha dichiarato che l'intento era quello di essere molto più vicino alle vignette originali, in termini di umorismo e di aspetto, che non agli altri adattamenti precedentemente girati per il piccolo schermo. Per Sonnenfeld la famiglia Addams è un clan eccentrico, ma con i soldi, il che gli permette di essere ciò che desiderano.

### Cast
- Anjelica Huston, nel ruolo di Morticia Addams. Venne apprezzata dal produttore Scott Rudin e dal regista Barry Sonnenfeld nel precedente Chi ha paura delle streghe?, del 1990, che la vollero da subito nel ruolo di Morticia opponendosi alla casa di produzione che avrebbe voluto per la parte Cher.[2][3] Sonnenfeld in particolare si è detto molto soddisfatto dell'interpretazione data dalla Houston, in quanto in grado di impersonare la realtà del suo personaggio, così da non rendere la commedia immediatamente riconoscibile come tale.[3] Per la parte di Morticia, la Houston si ispirò in particolare allo stile dell'amica Jerry Hall e alla sua predisposizione e benevolenza nei confronti dei figli.[3][12]
- Raúl Juliá, nel ruolo di Gomez Addams. Venne scelto sin da subito dal produttore Scott Rudin e dal regista Barry Sonnenfeld.[2][3] Così come per la Huston, il produttore si è detto molto soddisfatto anche dell'interpretazione di Juliá.[3]
- Christopher Lloyd, nel ruolo di Gordon Craven / Zio Fester. Per l'attore era inizialmente previsto l'uso di protesi facciali così da renderlo più simile possibile al personaggio delle vignette originali di Charles Addams, venne poi invece deciso di non adottare alcuna protesi e l'attore preferì rasare completamente la propria testa anziché indossare una calotta, la cui applicazione avrebbe comportato ore di sedute di trucco quotidiane.[5] L'attore divenne così Fester facendo affidamento solamente sulla sua mimica facciale, senza indossare che un trucco basilare e senza alcuna protesi.[5] La sua abilità di impersonare un ruolo tanto fisicamente quanto psicologicamente è stato determinante nel farlo scegliere per la parte dal produttore Scott Rudin.[5]
- Christina Ricci, nel ruolo di Mercoledì Addams.
- Jimmy Workman, nel ruolo di Pugsley Addams. L'attore venne scelto per la parte di Pugsley per caso, egli infatti non era inizialmente interessato a recitare, ma il giorno in cui la sorella doveva partecipare al provino per la parte di Mercoledì, la loro babysitter non era disponibile e così Jimmy seguì la sorella.[7] Durante il provino chiesero alla sorella se avesse un fratello e Jimmy venne così coinvolto ottenendo infine la parte di Pugsley, mentre la sorella venne poi scartata per la parte di Mercoledì.[7]
- Judith Malina, nel ruolo di Nonna. L'attrice venne trovata da Rudin durante una sua esperienza teatrale.[2] Come per Lloyd, anche per lei si era inizialmente pensato all'utilizzo di protesi facciali.[5]
- Carel Struycken, nel ruolo di Lurch. Come per Lloyd e Malina, anche per lui si era inizialmente previsto l'utilizzo di protesi facciali.[5]
- Christopher Hart, nel ruolo di Mano. La scelta dell'interprete di Mano fu particolarmente difficile, la più problematica dell'intero cast, perché il regista Barry Sonnenfeld e il produttore Scott Rudin volevano trovare qualcuno capace non solo di esprimere sentimenti ed emozioni attraverso le mani, ma anche in grado di farlo con una certa grazia ed eleganza.[10] Furono fatti provini prima a diversi prestigiatori, che delusero le aspettative della produzione, poi a diversi mimi, che furono considerati ancora meno adatti.[10] A quel punto Sonnenfeld ricontattò Christopher Hart, l'unico prestigiatore che avesse impressionato positivamente il regista, che venne scelto per la parte.[10]
- John Franklin, nel ruolo di Cugino Itt.
- Elizabeth Wilson, nel ruolo di Abigail Craven / dott.ssa Greta Pinder-Schloss.
- Dan Hedaya, nel ruolo di Tully Alford.
- Dana Ivey, nel ruolo di Margaret Alford / Margaret Addams.

### Scenografia
Anche per quanto riguarda la casa degli Addams, la produzione volle intraprendere una nuova strada rispetto a quanto fatto con la serie televisiva degli anni sessanta, ripartendo direttamente dalle vignette di Charles Addams. Il design della nuova casa degli Addams venne affidato a Richard MacDonald, che volle imprimere alla casa un tono realistico e maggiormente aristocratico, rispetto alla casa presente nel telefilm, e di sapore tipicamente East Coast; la dimora degli Addams è infatti dotata di un ampio atrio privo di mobili, da cui si accede alle stanze della casa.
MacDonald scelse di usare solamente colori scuri, principalmente sfumature marrone, per dare alla casa un aspetto tetro, il luogo ideale in cui potessero vivere dei personaggi altrettanto tetri. Disegnare gli esterni della casa si dimostrò maggiormente complesso, dato che nei disegni originali di Addams la casa non ha mai lo stesso aspetto due volte. MacDonald decise così di dare all'esterno dell'abitazione un aspetto che potesse ricordare lo stile delle vignette di Addams. La casa venne costruita nello Stought Park di Burbank, Los Angeles, per permettere così a Barry Sonnenfeld di girare gli esterni con lo sfondo del cielo.
L'auto utilizzata dalla Famiglia Addams è una Packard Twin Six del 1932, che è utilizzata anche nel film del 1993. L'auto utilizzata dal Cugino Itt è una Messerschmitt KR 175 del 1953.

### Costumi
La realizzazione dei costumi venne affidata a Ruth Meyers, moglie dello scenografo del film Richard MacDonald  e costumista di lunga carriera con già alle spalle numerosi film come La signora in rosso (The Woman in Red, 1984); China Blue (Crimes of Passion, 1984); Luna di miele stregata (Haunted Honeymoon, 1986); Non dirmelo... non ci credo (Another You, 1991); che in seguito partecipò alla produzione di titoli come L.A. Confidential (1997); Deep Impact (1998) o The Legend of Tarzan (2016); e che nel 1992 ricevette la sua prima nomination agli Oscar proprio per i costumi de La famiglia Addams, cui fece seguito nel 1997 una seconda nomination per quelli di Emma.
Come per tutti gli altri aspetti del film, anche a Ruth Meyers venne chiesto di dimenticare quanto visto nella serie televisiva degli anni sessanta e concentrarsi sull'aspetto dei personaggi nelle vignette originali di Charles Addams. Essendo britannica, la Meyers non era cresciuta con il telefilm degli Addams, che non aveva mai visto, potendo così trarre interamente la sua influenza dalla vignette, che tuttavia non dovevano venir copiate letteralmente, ma vi si doveva trarre ispirazione, assorbirne lo spirito. La Meyers disegnò così i costumi con l'intento di conferire agli Addams uno stile e un'eleganza tali da percepire che loro sono i "giusti" e che il resto del mondo a essere "sbagliato".
L'approccio di Ruth Meyers con lo stile della famiglia Addams fu quello di considerarli come una sorta di clan nobile, dotato di buon gusto, che si riflette nei loro abiti, ai quali volle conferire l'idea che la famiglia non sia mai andata in un negozio a fare compere, ma che i loro vestiti siano sempre appartenuti alla famiglia, riflettendo stili diversi di differenti epoche. Utilizzò quindi varie tecniche per conferire questo stile agli abiti, tingendoli e dipingendovi sopra con varie tecniche.
Mentre gli abiti dei bambini, Mercoledì e Pugsley, vennero realizzati molto similmente a quelli dei fumetti, grande attenzione venne prestata agli abiti di Gomez e Morticia. Morticia, in particolare, veste completamente in nero, ma i suoi abiti vennero realizzati sovrapponendo varie tecniche e varie tonalità di nero, così da renderli particolarmente strutturati. Indossare il costume per Anjelica Huston fu particolarmente sconfortevole, in quanto gli abiti erano molto attillati e stretti e indossava un corsetto che le rendeva persino difficile respirare, ma per lei era complicato anche camminare, tanto che doveva essere trasportata sul set salendo sul retro di un pickup.
La maggior varietà di costumi venne realizzata per Gomez, che aveva 30 differenti cambi in tutto il film, con abiti che andavano dal pigiama di seta alle giacche da smocking in velluto, con un gilet ricamato e un fez, anch'esso in velluto, da indossare la sera. Per Fester, che non aveva molti cambi d'abito, il lavoro più complesso fu quello di realizzare le protesi sul corpo per renderlo più grasso e che Christopher Lloyd indossava sotto gli abiti. Per la scena del ballo, inoltre, vennero realizzati più di 50 differenti costumi con lo stile di tutte le epoche, con differenti stili, inoltre molti personaggi avevano bizzarre corporature, come due teste, un braccio che fuoriesce dal petto o braccia lunghissime, per ognuno dei quali si dovettero escogitare trucchi e costumi particolari.

### Riprese
Il lavoro delle riprese, che si svolsero dal 26 novembre 1990 al 16 aprile 1991, si rivelò particolarmente complesso e uno dei più complicati mai affrontati da Alan Munro, che coinvolse oltre 200 riprese separate che comprendevano matte painting, rotoscope e chroma key. Tra i lavori maggiormente complessi vi fu l'animazione di Mano, interpretata dal prestigiatore Christopher Hart, per la quale furono impiegati numerosi trucchi visivi, camuffando il braccio dell'attore e aggiungendo un polso fasullo e sovrapponendolo all'immagine del set con il rotoscope. Una scena particolarmente complessa da girare fu inoltre quella finale della libreria, con il vortice dell'uragano, che comprendeva il far volare gli attori e gli oggetti e per realizzare la quale fu ricostruito un set in miniatura, così da rendere maggiormente violento l'uragano scatenato in casa.

## Colonna sonora
La colonna sonora del film è costituita dalle musiche originali composte da Marc Shaiman, che in alcuni brani (Deck The Halls/Main Title, The Rescue e Finale), ha riarrangiato l'originale The Addams Family Theme composto da Vic Mizzy per la serie televisiva degli anni sessanta. La colonna sonora è stata pubblicata nell'album The Addams Family (Motion Picture Soundtrack) dall'etichetta discografica Capitol Records nel 1991 in formato LP, CD e musicassetta.
Per i titoli di coda del film il rapper statunitense MC Hammer ha composto il brano Addams Groove assieme a Felton C. Pilate II, che nel 1991 è stato pubblicato in un singolo, anch'esso su etichetta Capitol Records, in formato CD, 12", 7", musicassetta e in una VHS contenente il videoclip. La canzone non è stata inclusa nell'album contenente la colonna sonora. Con Addams Groove MC Hammer si è aggiudicato, sempre nello stesso anno, il Razzie Award alla peggior canzone originale.

## Distribuzione
Il film è uscito negli Stati Uniti d'America il 22 novembre 1991.
Le date di uscita internazionali sono state:
- 13 dicembre 1991 nel Regno Unito, Irlanda e Svezia (Familjen Addams)
- 20 dicembre 1991 in Brasile (A Família Addams), Finlandia (Addams Family - perhe Addams) e Paesi Bassi
- 25 dicembre 1991 in Colombia
- 26 dicembre 1991 in Australia
- 9 gennaio 1992 in Argentina (Los locos Addams)
- 23 gennaio 1992 Germania (Die Addams Family)
- 24 gennaio 1992 Turchia (Addams Ailesi)
- 31 gennaio 1992 Danimarca (Familien Addams)
- 13 marzo 1992 Ungheria (Addams Family - A galád család o Az Addams family)
- 10 aprile 1992 Spagna (La familia Addams)
- 15 aprile 1992 Francia (La famille Addams)
- 17 aprile 1992 Portogallo (A Família Addams)
- 25 aprile 1992 Giappone
- 10 gennaio 2016 Spagna (ridistribuzione)
- 25 ottobre 2017 Francia (ridistribuzione della versione restaurata)

Le date di uscita in home video sono state:
- 7 maggio 1993 Grecia (Οικογένεια Ανταμς, video premiere)
- 23 gennaio 2014 Italia (La famiglia Addams, pubblicazione in Blu-ray)[22]

## Accoglienza

### Incassi
La famiglia Addams ha incassato 24203754 $ nel primo weekend di programmazione negli Stati Uniti, in cui ha ottenuto 113502246 $. Nel resto del mondo il film ha invece guadagnato 78000000 $, per un incasso totale di 191502246 $, ottenendo così un grande profitto contro i $30 milioni spesi per la produzione del film.

### Critica
Nonostante La famiglia Addams abbia ottenuto un gran successo al botteghino, le critiche ricevute furono piuttosto discordanti. All'uscita del film, Kenneth Turan del Los Angeles Times, nonostante sostenesse che il film «è senza dubbio qualcosa da vedere», rimproverò alcune carenze: «[...] tutto questo splendore serve solo a sottolineare quante siano le mancanze per catturare il nostro interesse» Sempre nel 1991, il critico cinematografico Roger Ebert diede al film 2 stelle su 4, definendolo "moderatamente divertente", e deludente sotto il punto di vista del divertimento. La rivista Variety scrisse: «Nonostante il casting ispirato e le bizzarre trame visive, l'attesissima Famiglia Addams rappresenta una grande delusione». Owen Gleiberman sul Time definì il film "solo una sitcom con una migliore scenografia" e che "l'umorismo, invece di intensificarsi, diventa innocuo e ripetitivo".
In Italia, all'uscita del film, Segnalazioni Cinematografiche, stigmatizzò il lavoro registico di Sonnenfeld: «[...] il regista Barry Sonnenfeld, pur avendo a disposizione larghi mezzi e una serie di attori di valore, come Raul Julia (Gomez), Christopher Lloyd (Fester) e Anjelica Huston (Morticia) non ha raggiunto che raramente i momenti divertenti che un grottesco tanto esasperato avrebbe dovuto avere, anche per colpa della carente sceneggiatura.»
In tempi più recenti, Jonathan Rosenbaum del Chicago Reader ha definito il film "una raccolta di battute e non molto altro" Anche FilmTv.it critica la regia di Sonnenfeld: «Purtroppo Sonnenfeld, celebrato direttore della fotografia, al suo esordio alla regia non mostra grande personalità.».
Sui portali tematici il film ha ricevuto qualche tiepido consenso. Sul sito Rotten Tomatoes il film ha ottenuto il 67% di gradimento su 52 recensioni, con una valutazione media di 5.9/10. Il consenso critico del sito web recita: "Il film è disseminato di divertenti gag miracolose e battute, ma la sceneggiatura sconnessa non è coerente con il resto". Su Metacritic il film ha ottenuto un punteggio di 57 su 100, su una base di 19 critici, che indica "recensioni miste o medie". Un sondaggio di CinemaScore ha assegnato al film un punteggio B.

## Riconoscimenti
- 1991 - Fangoria Chainsaw Awards
  - Miglior attrice non protagonista a Christina Ricci
  - candidatura miglior attore a Raúl Juliá
  - candidatura miglior attrice ad Anjelica Huston
  - candidatura miglior film ad alto budget
- 1991 - Horror Hall of Fame
  - Best Horror Film of the Year
- 1991 - Razzie Awards
  - Peggior canzone originale ad Addams Groove di MC Hammer[20][21]
- 1992 - Premio Oscar
  - candidatura migliori costumi a Ruth Myers[33]
- 1992 - Golden Globe
  - candidatura miglior attrice in un film commedia o musicale ad Anjelica Huston[34]
- 1992 - BAFTA
  - candidatura miglior scenografia a Richard MacDonald
  - candidatura miglior trucco a Fern Buchner, Katherine James e Kevin Haney
- 1992 - Premio Hugo
  - candidatura miglior rappresentazione drammatica
- 1992 - MTV Movie & TV Awards
  - candidatura miglior canzone ad Addams Groove di MC Hammer
  - candidatura miglior bacio ad Anjelica Huston e Raúl Juliá
- 1992 - MTV Video Music Awards
  - candidatura Best Video from a Film ad Addams Groove di MC Hammer
- 1993 - Saturn Award
  - candidatura miglior film fantasy
  - candidatura miglior attore a Raúl Juliá
  - candidatura miglior attrice emergente a Christina Ricci
  - candidatura migliori effetti speciali a Alan Munro
- 1992 - ASCAP Film and Television Music Awards
  - Film al top del box office a Marc Shaiman
- 1992 - Chicago Film Critics Association Awards
  - candidatura attrice più promettente a Christina Ricci
- 1993 - Young Artist Award
  - Miglior giovane attore non protagonista a Jimmy Workman
  - candidatura ''miglior giovane attrice non protagonista a Christina Ricci
- 2012 - 20/20 Awards[35]
  - Miglior trucco a Fern Buchner, Katherine James e Kevin Haney
  - candidatura miglior attrice non protagonista a Christina Ricci
  - candidatura miglior scenografia a Richard Macdonald
  - candidatura migliori costumi a Ruth Myers

## Altri media

### Giochi da tavolo
- Nel 1991 la Pressman produce il gioco da tavolo The Addams Family Family Reunion Game, collegato al film, per da 2 a 6 giocatori.[36] Obiettivo del gioco è mettere assieme quattro ospiti da portare alla festa e un segnalino per il cibo. Per raggiungere l'obiettivo si deve viaggiare attorno alla casa degli Addams, imbattendosi in varie situazioni.[36]
- Lo stesso anno, ancora la Pressman, realizza anche il gioco di carte The Addams Family: Find Uncle Fester!, sempre legato al film.[37] Scopo del gioco è quello di raccogliere le carte raffiguranti tutti i membri della famiglia Addams: Gomez, Morticia, Lurch, Pugsley, Mercoledì, Mano e zio Fester, ma di quest'ultimo c'è una sola carta, il che complica la riuscita del gioco. Inoltre non si può vincere se si ha in mano la carta di Tully Alford.[37]
- Nello stesso periodo la BMI Games commercializza il gioco da tavolo The Addams Family, anch'esso collegato al film, per da 2 a 6 giocatori.[38] Scopo del gioco è fare il giro del tabellone, arrivando per primi a mettere il segnalino sulla lapide.[38]

### Romanzo
Nel 1991 la casa editrice Scholastic pubblica la trasposizione letteraria The Addams Family, scritta da Elizabeth Faucher.

### Flipper
Sull'onda del successo cinematografico del film, nel 1992 la Midway Games, sotto il marchio Bally, ha realizzato il flipper The Addams Family, basato sulla pellicola e con suoni e numerose voci (di Raúl Juliá e Anjelica Huston) provenienti dalla pellicola. È il flipper più venduto della storia, con 20270 esemplari venduti.

### Videogiochi
Nel 1992-1993 Ocean Software pubblicò il videogioco a piattaforme ispirato al film, in molte versioni. Gomez deve salvare i membri della sua famiglia che sono stati rapiti e nascosti nella sua casa, corredata di trappole e passaggi segreti.
- The Addams Family per Mega Drive, SNES, Amiga, Atari ST
- The Addams Family per NES, Game Gear, Master System
- The Addams Family per Commodore 64, ZX Spectrum, Amstrad CPC
- The Addams Family per Game Boy

Nel 1991 la NEC pubblicò un altro gioco dove invece il protagonista è l'avvocato Tully Alford:
- The Addams Family per PC Engine